# 折鶴 (曲)
「折鶴」（おりづる）は、安井かずみ：作詞、浜圭介：作曲による楽曲。小柳ルミ子の1972年8月25日に発売した5枚目のオリジナル・アルバム『京のにわか雨 はるかなるこころのふるさと SOFTLY RUMIKO KOYANAGI』（ワーナー・パイオニア L-8012R） の8曲目に収録された。
同日に千葉紘子の3枚目のシングルとして発売された。

## 解説
作詞家の安井かずみは、『わたしの城下町』で小柳ルミ子を国民的歌手へのし上げた。作曲はこの年の初め「終着駅」を制作した浜圭介に依頼。「折鶴」はその完成度の高さから当時よりファンの間で人気が高く、製作時は「瀬戸の花嫁」以降のシングル曲として提供される予定であったとされ、小柳自身もシングル化を望んでいたと発言し、以後も自身のリサイタルで披露してきた。当時国民的歌手であった小柳の楽曲の売上は全て高成績であり、この頃無名であった千葉紘子盤がヒットしたことから小柳がシングルで「折鶴」を発表していれば、本楽曲の知名度や売上はより高いものとなっていたと指摘されている。当時は人気絶頂期であったが、本楽曲と同布陣で「十五夜の君」を発表するも売り上げが振るわず、1973年のレコード大賞にノミネートされなかった。以後売上が低調となる小柳にとっては歌手生活を大きく変える一曲となっていたものと見られる。有線において同事務所の千葉盤で広く世間に知られるところとなり、人気に火がついて、発表した翌年の1973年にかけて徐々に売上を伸ばしてヒット曲となった。また、歌手の川中美幸は本楽曲をお気に入りの1曲としている。

## 千葉紘子のシングル
千葉紘子の「折鶴」は、1972年8月25日に3枚目のシングルとして発売された。

### 解説
千葉がより演歌らしく仕上げた「折鶴」は人気を集めて年を跨ぎヒットした。また、彼女の唯一のヒット曲となった。この楽曲のヒットで夜のヒットスタジオへ出演している。

## 差異
編曲は、小柳ルミ子の楽曲全般を手掛けた森岡賢一郎。
小柳盤と千葉盤では歌い方に差異が見られるだけでなく、編曲も小柳は洋楽器を主に、千葉は和楽器を主に取り入れている。ともに森岡が担当しており、それぞれの歌手にあう編曲を手がけた彼の編曲者としての腕が垣間見える。

## 収録曲
- 両楽曲共に、編曲：森岡賢一郎

1. 折鶴（3分27秒）
作詞：安井かずみ、作曲：浜圭介
2. 恋は鳩のように（2分52秒）
訳詞：増永直子、作曲：G.Savio

## その他のカバー
| 発売   | 歌手       | 収録アルバム                               |
| ------ | ---------- | ------------------------------------------ |
| 1973年 | 藍美代子   | わたしの四季                               |
| 2006年 | 神園さやか | 二十歳の原点                               |
| 2009年 | ジェロ     | COVERS2                                    |
| 2012年 | 井上由美子 | 絆…そして夢                                |
| 2018年 | 市川由紀乃 | 唄女III〜昭和歌謡コレクション&阿久悠作品集 |
| 2018年 | 永井裕子   | いろどり                                   |